# Domenic Abounader
Domenic Michael Abounader (ur. 11 marca 1995) – libański zapaśnik walczący w stylu wolnym. Zajął 29. miejsce na mistrzostwach świata w 2018. Srebrny medalista igrzysk azjatyckich w 2018 roku.
Zawodnik Uniwersytetu Michigan.